# Szarvas álganéjtúró
A szarvas álganéjtúró (Bolbelasmus unicornis) szarvasgombában és moszatgombában élő, közösségi jelentőségű faj. A pusztai tölgyesekben is megtalálható. Különleges életmódja miatt hazánkban ritka, főleg a domb- és síkvidékeken fordul elő. Június és augusztus között lehet vele találkozni.